# Patrik Ourednik
Patrik (Patrick) Ourednik é um escritor checo e francês nascido em 1957 em Praga.
É autor de cerca de vinte livros e tradutor em checo de Rabelais, Jarry, Queneau, Beckett, Michaux, Simon e Vian. Em 2001, publicou um livro que dará a volta ao mundo, "Europeana. Uma "breve história do século XX".
Patrik Ourednik passou sua juventude na Tchecoslováquia nos anos 70, no meio da "Normalização na Tchecoslováquia" que pôs fim às esperanças da Primavera de Praga. Signatário da Petição para a Libertação de Prisioneiros Políticos e editor de samizdats, foi excluído dos estudos universitários por "não-conformidade ideológica". Em 1984, exilou-se em França, onde vive desde então.
Toda a obra de Patrik Ourednik - dicionários, ensaios, romances, poemas, pastiches "não convencionais" - é marcada pelo interesse por ideias preconcebidas, preconceitos e estereótipos, examinados através da linguagem, a expressão, para ele, da "verdade de uma época": Quanto a mim, tento aplicar um princípio ligeiramente diferente, partindo da premissa de que é possível tomar como sinónimo da "verdade de uma época" a linguagem dessa época, por outras palavras, apreender uma série de tiques linguísticos, estereótipos e lugares comuns e fazê-los agir e confrontá-los da mesma forma que os personagens de uma história tradicional. ".

## Trabalhos principais em prosa
O "Ano vinte e quatro" (1995) revive os "jogos da memória" de Joe Brainard. (1970) e de Georges Perec. (1978). A base destas "descidas" na memória do autor é constituída por memórias fragmentárias, introduzidas pela fórmula "Eu me lembro". Através destes fragmentos de memória, que cobrem os anos de 1965 a 1989, o autor traz de volta instantâneos retirados da sua própria vida ou dos chamados "grandes" fatos da sociedade. Vislumbra-se clichés específicos de uma situação particular, detalhes eternos, fragmentos de discurso, truísmos, tiques através do prisma do sujeito e da "experiência vivida" do autor. O olhar de Ourednik permanece individualizado, caracterizado, mas sem fazer o mínimo julgamento sobre os acontecimentos. A era se desmascara, através de sua linguagem, que de repente se encontra, sob o microscópio do autor, arrancada de seu contexto de comunicação situado no tempo. A palavra de ordem de Vlastimil Harl é bem-vinda.
Europeana" (2001) propõe, como diz o seu subtítulo, uma "breve história do século XX", contada não de um ponto de vista objectivo, mas como "a partir de baixo". A narrativa não respeita nenhuma linearidade cronológica, não faz uma hierarquia entre os acontecimentos da época, não procura uma ligação de causa e efeito e, finalmente, não personifica a história. Seguindo os passos de Bouvard e Pécuchet , é de facto a "linguagem do século XX" que está no coração da Europeana : Discurso difuso e indiferenciado, concentrado e fixado em sistemas, e que convoca, indiscriminadamente, num inventário absurdo que vai desde a Primeira Guerra Mundial até o bicho do milênio, a morte de Deus e da televisão, Buchenwald e o positivismo, a emancipação da mulher e a invenção da escada rolante.
"Momento propício, 1855" (2006). Encontramos o mesmo projeto de escrita - a restituição da "verdade de uma época", adotando sua "linguagem" específica, que por si só a torna audível - em "Instant propice, 1855", livremente inspirado por uma experiência anarquista tentada em 1890 no Brasil, um relato polimórfico de uma utopia libertária que se esgota ao falar. Assim como "Europeana", "Momento Propício" varre as manifestações da estupidez humana, colocando-se dentro delas: atalhos de pensamentos e fórmulas prontas, manifestações ideológicas de um tempo, truísmos universais.
Em Classé sans suite (2006), qualificado pelo seu postfacier como um "falso thriller mas um verdadeiro thriller metafísico", Ourednik regressa a Praga, capital de um "novo país sem nome". Começando à maneira de um texto de Queneau, o romance revela-se gradualmente uma armadilha para o leitor: frustrar as expectativas abertas por um "romance", "Classé sans suite", frustra o conformismo romântico.  Ainda segundo o postfacier, "Ourednik conseguiu realizar (...) o projecto todo flaubertiano de escrever um livro sobre nada". O próprio Ourednik tinha dado algumas pistas numa entrevista dada em 2007 à revista "Labyrint": "Como escrever sobre nada? O que é nada? Um vácuo cheio de linguagem no sentido literal e figurativo. A ilusão de uma existência digna de ser expressa, a ilusão de uma história digna de ser contada, a ilusão de uma coerência digna de ser demonstrada. A vida humana nas suas três formas: existo (existência), progrido de um ponto a outro (história), surge um sentido (coerência). Este livro poderia muito bem ter sido intitulado Si seulement ".

## Obras
Romances e Contos
- Ano vinte e quatro (Rok čtyřiadvacet), Praga, 1995.

- As Aventuras Extraordinárias do Conde de Chicória... (O princi Čekankovi, jak putoval...), Praga, 1995.

- Europeana. Uma Breve História do Século XX (Europeana. Stručné dějiny dvacáteho věku), Praga, 2001. Antígona Lisboa, 2017.

- Momento Propício, 1855 (Příhodná chvíle, 1855), Praga, 2005.

- Arquivado sem sequela (Ad acta), Praga, 2006.
- História da França. Ao nosso querido em falta (em francês: Histoire de France. À notre chère disparue), Paris, 2014.

- O fim do mundo não teria acontecido (em francês: La fin du monde n'aurait pas eu lieu), Paris, 2017.

#### Poesia
- Ou então (Anebo), Praga, 1992.

- Tanto mais (Neřkuli), Praga, 1996.

- A Casa descalça (Dům bosého), Praga, 2004.

#### Teste
- Em Busca da Língua Perdida (Hledání ztraceného jazyka), Praga, 1997.

- O próprio Utopus fez de mim uma ilha. (Utopus to byl, kdo učinil mě ostrovem), Praga, 2010.

- Do Exercício Livre da Língua (Svobodný prostor jazyka), Praga, 2013.

- Antialcoran ou O Mundo Estranho de T.H. (Antialkorán aneb nejasný svět T.H.), Praga, 2017.

#### Lexicografia
- O Glossário. Dicionário do Tcheco Inconvencional (Šmírbuch jazyka českého. Slovník nekonvenční češtiny), Paris, 1988; Praga, 1992.

- Sem o sol outra vez. Locuções e expressões de origem bíblica (Aniž jest co nového pod sluncem. Slova, rčení a úsloví biblického původu), Praga, 1994.

- Peça a chave no bar (Klíč je ve výčepu), Praga, 2000.